# Grez-sur-Loing
Grez-sur-Loing  (früher Grès-en-Gâtinais) ist eine französische Gemeinde mit 1457 Einwohnern (Stand 1. Januar 2022) im Département Seine-et-Marne in der Region Île-de-France. Sie gehört zum Arrondissement Fontainebleau und zum Kanton Nemours. 
Ortsteile sind Hulay und L’Auberge, Nachbargemeinden Montigny-sur-Loing, Bourron-Marlotte und Moncourt-Fromonville.

## Geschichte
Grez hatte im 13. Jahrhundert eine große Bedeutung als Teil der Morgengabe Blanka von Kastiliens. Auf dem Gebiet der Gemeinde, auf dem Weg von Beauvais-en-Gâtinais nach Villiers-sous-Grez befand sich eine Commanderie des Templerordens, von der man heute nur noch einige Keller und den Brunnen findet. 1358 wurde der Ort im Rahmen des Hundertjährigen Kriegs niedergebrannt.
Im ausgehenden 19. Jahrhundert bestand hier eine schwedische Künstlerkolonie. 1886 verbrachte Bruno Liljefors einige Zeit mit Freilichtmalerei in der Umgebung. Zwischen 1877 und 1882 pendelte sein Landsmann und Berufskollege Carl Larsson zwischen Paris und Grez-sur-Loing. Auch Karl Nordström malte hier.

### Bevölkerungsentwicklung
- 1962: 0727
- 1968: 0951
- 1975: 1071
- 1982: 1045
- 1990: 1104
- 1999: 1277

## Sehenswürdigkeiten
Siehe auch: Liste der Monuments historiques in Grez-sur-Loing
- Kirche Notre-Dame et Saint-Laurent (12. Jahrhundert) mit Gräbern aus dem 16. Jahrhundert
- Tour de Ganne (1127)
- Pont de Grez (12./14. Jahrhundert), Brücke über den Loing

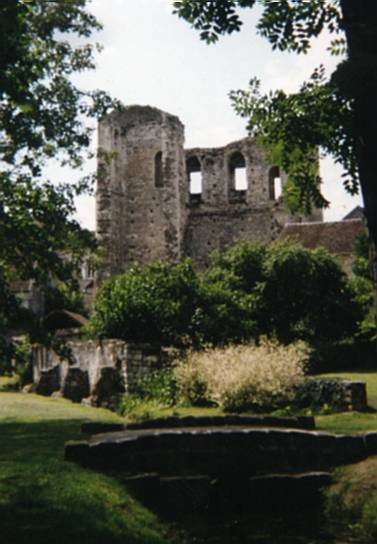
Tour de Ganne
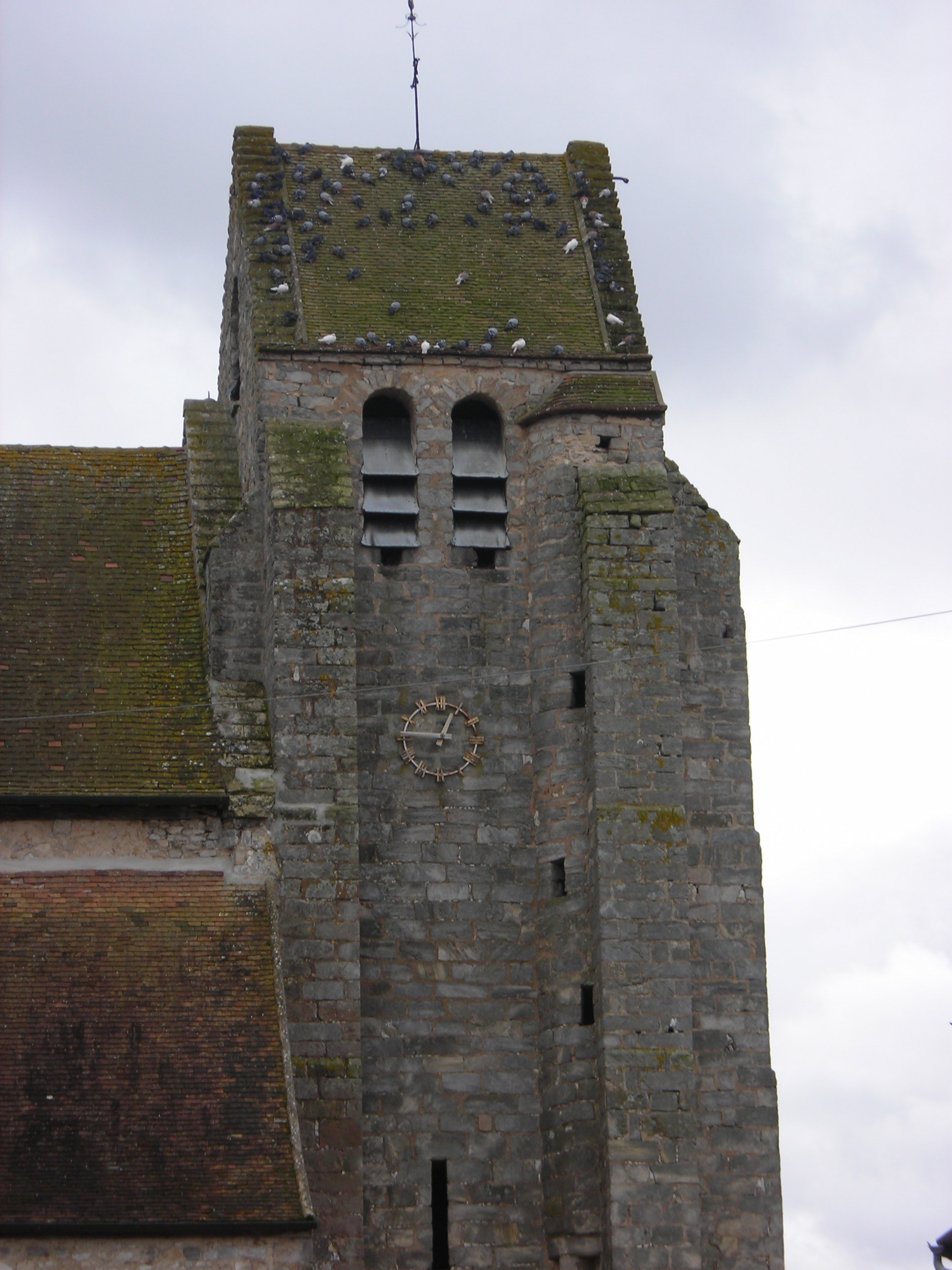
Kirche Notre-Dame et Saint-Laurent
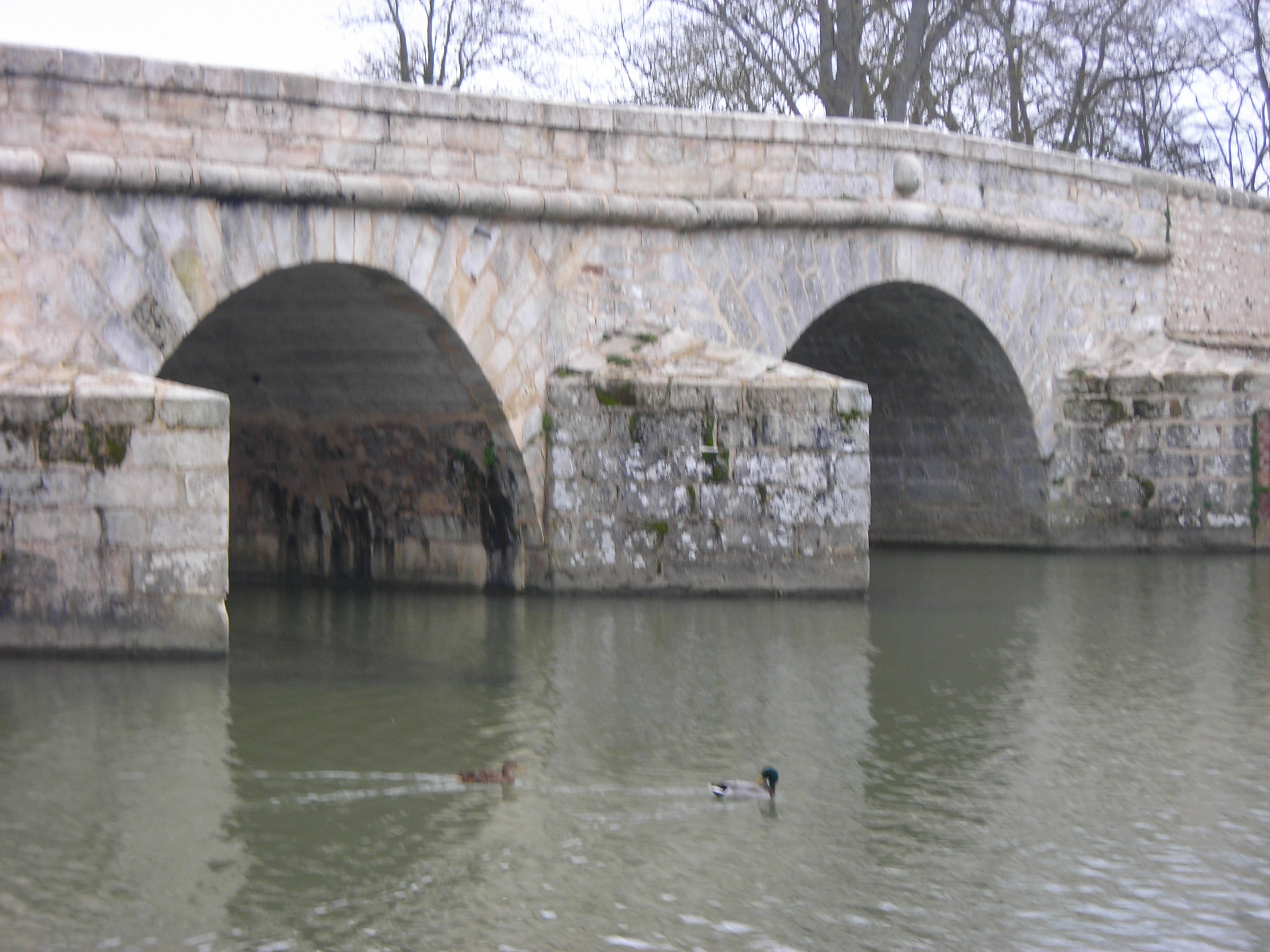
Brücke

## Persönlichkeiten
- Luise von Savoyen (1476–1531), durch Heirat mit Charles de Valois-Orléans Gräfin und ab 1515 Herzogin von Angoulême, starb in Grez
- Laure de Berny (1777–1836), Geliebte Honoré de Balzacs, starb in Grez
- Carl Larsson (1853–1919), Maler, lebte in Grez
- Jelka Rosen (1868–1935), deutsche Malerin, Ehefrau von Frederick Delius, lebte in Grez
- Frederick Delius (1862–1934), Komponist, lebte in Grez
- Jean-Baptiste Camille Corot (1796–1875), Landschaftsmaler, malte den Pont de Grez
- Jean-Baptiste-Moïse Jollivet (1753–1818), Maire 1790–1791